# Pachytrachis bosniacus
Pachytrachis bosniacus är en insektsart som beskrevs av Messina 1979. Pachytrachis bosniacus ingår i släktet Pachytrachis och familjen vårtbitare. Inga underarter finns listade i Catalogue of Life.